# Jessie (Dakota del Norte)
Jessie es un lugar designado por el censo ubicado en el condado de Griggs en el estado estadounidense de Dakota del Norte. En el censo de 2010 tenía una población de 25 habitantes y una densidad poblacional de 20,32 personas por km².

## Geografía
Jessie se encuentra ubicado en las coordenadas 47°32′25″N 98°13′45″O / 47.54028, -98.22917. Según la Oficina del Censo de los Estados Unidos, Jessie tiene una superficie total de 1.23 km², de la cual 1.23 km² corresponden a tierra firme y (0%) 0 km² es agua.

## Demografía
Según el censo de 2010, había 25 personas residiendo en Jessie. La densidad de población era de 20,32 hab./km². De los 25 habitantes, Jessie estaba compuesto por el 84% blancos, el 16% eran afroamericanos, el 0% eran amerindios, el 0% eran asiáticos, el 0% eran isleños del Pacífico, el 0% eran de otras razas y el 0% pertenecían a dos o más razas. Del total de la población el 0% eran hispanos o latinos de cualquier raza.